# とやまエコライフ・アクト10宣言
とやまエコライフ・アクト10宣言は、地球温暖化を抑制するために富山県が主導するプロジェクトのタイトルである。富山県で従来行われていた取り組みと、国が始めたチーム・マイナス6%を合わせ、とやまエコライフ・アクト10宣言として実施し、10のアクションを県民に呼びかけている。

## 目標
2008年3月末までに、県民の20人に1人が宣言者登録

## 実績
2007年1月末　32,999名

## アクションプラン
1～6は「チーム・マイナス6％」の取組みであるが、表現が異なっているものがある。7～10は富山オリジナルの取組みである。宣言という形をとっているが、語尾が投げかけの形になっている。
1. 冷房の設定温度は28℃、暖房時の室温は20℃にしよう
2. 水道の蛇口はこまめにしめよう
3. ふんわりアクセル「eスタート」（エコドライブ）をしよう
4. エコ製品を選んで買おう
5. 無駄なレジ袋は断ろう
6. 電化製品はコンセントからこまめに抜こう
7. マイカーに乗らずに出かけよう
  - 月に2回はマイカー利用を控え、公共交通機関を利用しましょう
8. 自然とふれあい、緑を守り育てよう
  - 自然観察や庭・ベランダでのガーデニング、森づくりへの参加などにより、温暖化を防ぐ緑に親しみましょう
9. 資源回収等の地域の環境保全活動に参加しよう
  - 新聞紙、空缶等の資源回収や美化活動に参加し、みんなの力で美しい地域環境を作りましょう
10. とやまの旬の食材を食べよう
  - 地元でとれた旬の食材をおいしく食べて、食材の輸送やハウス栽培等に必要なエネルギーの削減を図りましょう

## 参加方法
地球温暖化防止に向けた10の取組項目から、取り組む項目を選択し、次の方法から選んで宣言する。
- 富山県のホームページからの宣言（「とやまエコライフ・アクト10宣言」の宣言者は、「チーム・マイナス6%」のチーム員宣言者とみなされる）
- 宣言書の郵送・FAX送付での宣言